# Digital Orca

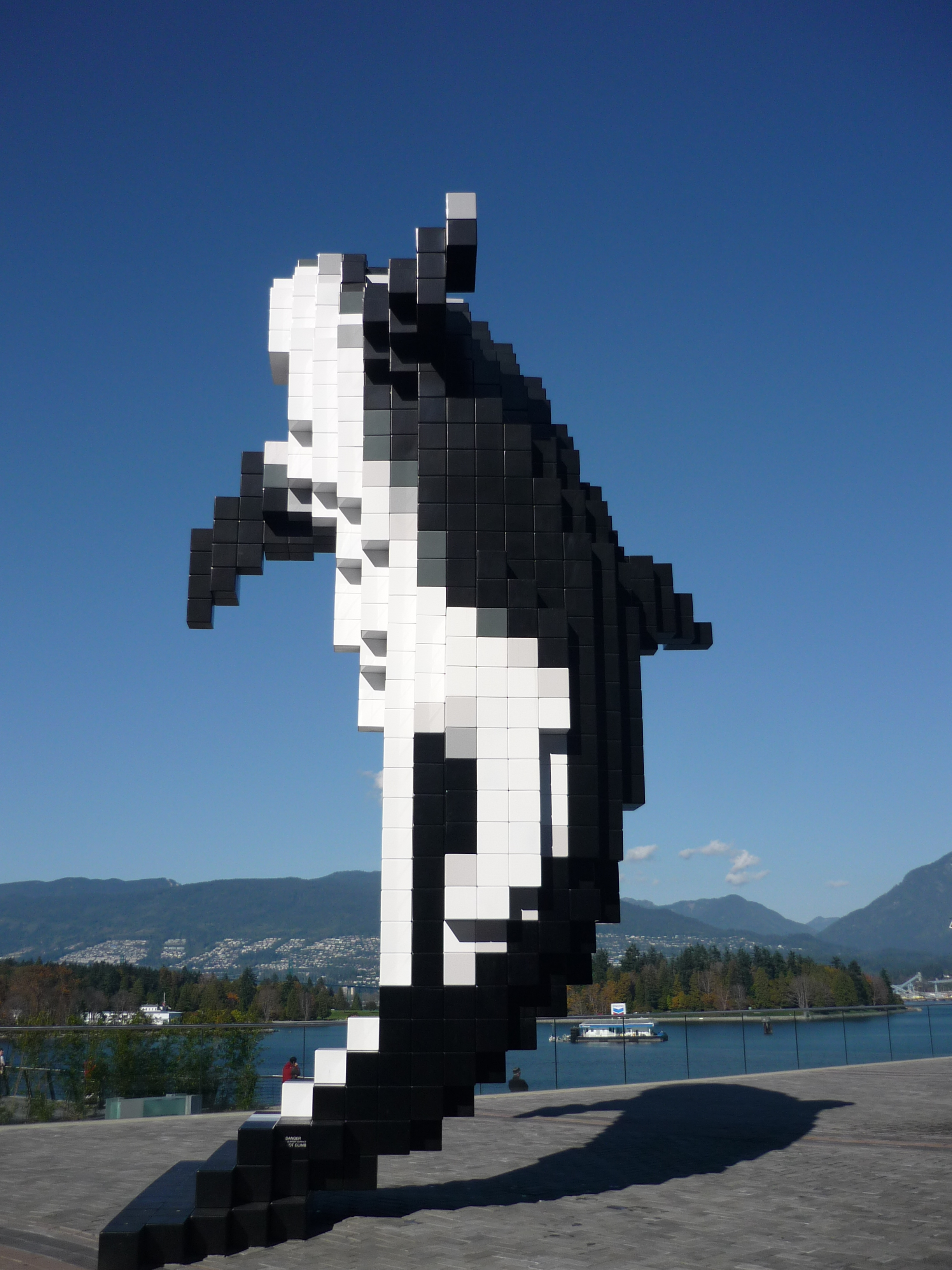
Digital Orca

Der Digital Orca ist eine Skulptur des kanadischen Künstlers Douglas Coupland. Sie steht auf dem Jack Poole Plaza in Vancouver, Kanada, in der Nähe des Canada Place. Sie wurde 2010 errichtet, als Teil eines Kunstprojekts des Kongresszentrums Vancouver Convention Centre.
Die Skulptur zeigt einen Orka, der aus schwarzen, weißen und grauen Würfeln besteht. In die Würfelecken wurden 950 LEDs eingearbeitet, die nachts nach einem bestimmten Programm aufleuchten.
Coupland spielt mit seinem Werk auf die wirtschaftliche Entwicklung der Hafenstadt Vancouver an. Er stellt den bekannten, klischeebehafteten Orka auf neue Weise dar. Die verwendeten Farben und Formen stehen für den Alltag im Hafen und die dort arbeitenden Menschen.

## Herstellung
Zunächst skizzierte Coupland einen Entwurf der Skulptur und fertigte anschließend mit seinem Team ein 3D-Modell an. Das kanadische Unternehmen M.C. Laser Werks Inc in Barrie übernahm die Herstellung der Metallteile. Für die Würfel wurde pulverbeschichteter Stahl verwendet. Die 1500 bis 1800 verschieden strukturierten Einzelteile wurden verschweißt, wobei jedes eine vorher festgelegte Position erhielt. Die LEDs wurden mittels Glasfaserkabel an mehrere Platinen angeschlossen, deren Steuerung über eine Hauptplatine erfolgt. Coupland programmierte mit einer Webanwendung an seinem Notebook die Reihenfolge, in der sie aufleuchten.